# Frontenac—Mégantic
Pour les articles homonymes, voir Frontenac et Mégantic.
Frontenac—Mégantic fut une circonscription électorale fédérale située dans la région du Centre-du-Québec et de Chaudière-Appalaches dans le sud du Québec, représentée de 1997 à 2004.
La circonscription a été créée en 1996 à partir de la circonscription de Mégantic—Compton—Stanstead. Elle fut abolie en 2003 et redistribuée parmi les circonscriptions de Beauce, Compton—Stanstead et de Mégantic—L'Érable.

## Géographie
En 1996, la circonscription de Frontenac—Mégantic comprenait:
- Les villes de Black Lake, Disraeli, Lac-Mégantic, Scotstown et Thetford Mines
- La MRC de L'Amiante
- La MRC de Le Granit, sauf Risborough, Saint-Robert-Bellarmin et Risborough-et-Marlow
- La Patrie, Saint-Gérard-Weedon, Ditton, Hampden, Lingwick, Chartierville et Fontainebleau, dans la MRC de Le Haut-Saint-François

## Députés
| Législature                                                   | Années    | Député | Député            | Parti          |
| ------------------------------------------------------------- | --------- | ------ | ----------------- | -------------- |
| Frontenac—Mégantic issue de Mégantic—Compton—Stanstead        |           |        |                   |                |
| 36e                                                           | 1997–2000 |        | Jean-Guy Chrétien | Bloc québécois |
| 37e                                                           | 2000–2004 |        | Gérard Binet      | Libéral        |
| Dissoute parmi Beauce, Compton—Stanstead et Mégantic—L'Érable |           |        |                   |                |